# یوسیپدول
یوسیپدول (به لاتین: Josipdol) یک منطقهٔ مسکونی در کرواسی است که در شهرستان کارلوواتس واقع شده‌است. یوسیپدول ۱۶۵٫۴۱ کیلومتر مربع مساحت و ۳٬۷۷۳ نفر جمعیت دارد.